# Asesino (banda)
Asesino es una banda mexicano-estadounidense de death metal y grindcore formada por exintegrantes de Brujería, Static-X, Divine Heresy, Possessed, Fear Factory y Sadistic Intent.
Al igual que en Brujería, poseen líricas en español y tratan temas como la muerte, la violencia o la perversión. El guitarrista y líder de la banda describe Asesino como la "Nueva Brujería". Inició como parte de un proyecto alterno que cada integrante de Brujería tendría.
No se conoce a ciencia cierta cual fue el problema que tuvieron los integrantes de ambas bandas pero en las letras del nuevo disco de Asesino se refleja tal molestia contra Juan Brujo también conocido como El Patrón y El Cubano también apodado Sacerdote, estas acusaciones se pueden escuchar en canciones como "Regresando Odio" al citar la frase "Traicionado por el patrón, a la chingad@", también en "Batalla Final" al contar la historia de como muere y mencionar "Patrón la hora ya llegó, venganza! mueres por tu traición" y "Hechizos ya no te trabajan, gastados poderes se te van", al sacerdote se le menciona también en "regresando odio" con la frase "Pendej* sacerdote, crees que me mataste" esto último al recordar la canción "la ejecución" del disco "Corridos de Muerte" donde supuestamente un sacerdote mata al Asesino, y por último al sacerdote se le menciona en la canción "Enterrado Vivo" al describir cómo muere, y en específico al mencionar "Sacerdote mueres así, dios no está, está aquí".
A todo esto brujería solo tuvo como replica un comentario en su Myspace sobre una foto de "el hongo" el cual decía "muerte al asesino, Hongo guitarrista". Y publicar su nueva canción "No aceptan imitaciones".

## Formación
- Asesino (Dino Cazares) - Guitarra, compositor
- Maldito X (Tony Campos) - Bajo, voz
- El Sadistico (Emilio Márquez) - Batería

### Antiguos miembros
- Greñudo (Raymond Herrera) - Batería

## Invitados
- Sepulculo (Andreas Kisser) - Guitarra líder en Cristo Satánico
- El Odio (Jamey Jasta) - Voz

## Discografía
- Corridos de Muerte (2002)
- Cristo Satánico (2006)
- La Segunda Venida (2013)

## Giras
Recientemente han hecho una serie de giras por México, Argentina, Brasil. La más notable en México fue el "Para joder vivos o muertos tour" en diciembre del 2008, junto a bandas de gran renombre como DevilDriver y Aborted. En Monterrey, Nuevo León México este concierto fue llamado el "Heavy Metal Christmas" con 2 días de conciertos en el cual el primer día estuvo Aborted, DevilDriver y Asesino; y en el segundo estuvo Pinhead, Brutal Truth y Napalm Death.